# Dia Internacional em Memória e Tributo às Vítimas do Terrorismo
O Dia Internacional em Memória e Tributo às Vítimas do Terrorismo é um dia celebrado anualmente em 21 de agosto desde 2018, instituído pela Assembleia Geral das Nações Unidas em 2017.

## Proclamação
O Dia Internacional em Memória e Tributo às Vítimas do Terrorismo foi proclamado pela Assembleia Geral em 19 de dezembro de 2017. Essa proclamação visa homenagear e apoiar as vítimas e os sobreviventes do terrorismo, promovendo e protegendo seus direitos humanos e liberdades fundamentais, pois as vítimas do terrorismo podem ser afetadas pelo trauma e pelas consequências dos ataques, afetando sua capacidade de desfrutar plenamente de seus direitos e liberdades.

## Celebração
Esse dia é comemorado todo dia 21 de agosto. Essa data foi escolhida para dar visibilidade e prestar homenagem às vítimas do terrorismo, bem como para promover a solidariedade e o apoio internacionais. A primeira comemoração oficial foi em 2018. Desde então, várias atividades e eventos foram realizados todos os anos para manter viva a memória das vítimas e aumentar a conscientização sobre seus direitos e necessidades na comunidade internacional.

## Comemorações e temas
- 2018: Primeira comemoração[3]
- 2019: Os Estados devem se comprometer novamente a garantir os direitos das vítimas do terrorismo[4]
- 2020: Sem tema[5][6]
- 2021: Sem tema[7]
- 2022: Memórias,[8]
- 2023: Legado: Esperança e construção de um futuro melhor[9][10]